# Gato-do-mato-pequeno
O gato-do-mato-pequeno, gato-macambira, pintadinho, mumuninha, gato-lagartixeiro, chué, gato-maracajá-mirim, macarajaí ou gato-maracajá (nome científico: Leopardus tigrinus) é um mamífero da família dos felídeos (felidae) originário da América Central e América do Sul. É aparentado à jaguatirica e ao gato-maracajá. É listado como vulnerável na Lista Vermelha da União Internacional para a Conservação da Natureza (UICN), e a população está ameaçada pelo desmatamento e conversão de habitat em terras agrícolas. Em 2013, foi proposto atribuir às populações de gatos-do-mato-pequenos no sul do Brasil, Paraguai e Argentina a uma nova espécie (Leopardus guttulus) depois que foi descoberto que não cruza com a população de gatos-do-mato-pequenos no Nordeste do Brasil.

## Etimologia
Os zoônimos maracajá, maracajaí, maracajá-mirim e macambira advém do tupi marakaiá(-y) marakaîamirĩ e makambíra, respectivamente. Fora estes, a espécie ainda é conhecida, em português, como pintadinho, mumuninha, gato-lagartixeiro e chué. No inglês é citada como oncilla, little spotted cat, little tiger cat e tiger cat; no espanhol como caucel, gato atigrado, gato tigre, tigrillo, tirica; e no francês como ''chat tigre, oncille, chat tacheté.

## Taxonomia
A seguir estão as subespécies tradicionalmente reconhecidas:
- Leopardus tigrinus tigrinus, leste da Venezuela, Guiana, nordeste do Brasil (a subespécie nomeada)
- Leopardus tigrinus guttulus, Mata Atlântica central e meridional do Brasil, Uruguai, Paraguai, norte da Argentina (posteriormente reconhecida como uma espécie separada, a Leopardus guttulus)
- Leopardus tigrinus oncilla, na América Central[2]
- Leopardus tigrinus pardinoides, oeste da Venezuela, Colômbia, Equador, Peru

Embora o gato-do-mato-pequeno da América Central seja listado como uma subespécie separada, com base na análise do DNA mitocondrial, Johnson et al. (1999) encontraram diferenças fortemente suportadas entre L.t. oncilla na Costa Rica e L.t. guttulus no sul do Brasil, comparável às diferenças entre diferentes espécies neotropicais. Os pesquisadores argumentaram que deveria haver uma divisão do gato-do-mato-pequeno em duas espécies, já que há uma diferença acentuada na aparência entre os gatos-do-mato-pequenos da Costa Rica e os do centro e sul do Brasil. O nível de divergência sugere que as duas populações estão isoladas, talvez pelo rio Amazonas, por aproximadamente 3,7 milhões de anos. Outras amostras de L.t. oncilla são necessários do norte da América do Sul para determinar se este táxon varia fora da América Central, e se deve ser considerado uma espécie distinta em vez de uma subespécie.
Em 2013, a pesquisa genética revelou que a antiga subespécie L. t. guttulus é uma espécie críptica separada que não cruza com outras subespécies e propõe uma classificação em duas espécies, a L. guttulus e a L. tigrinus. Uma zona de hibridização entre o gato-do-mato-pequeno e o gato-dos-pampas foi encontrada por meio de análises genéticas de espécimes do Brasil central. Os resultados de uma análise morfológica de 250 amostras de peles e crânios indicam que existem três grupos distintos de gatos-do-mato-pequenos: um nos países do norte, noroeste e oeste da América do Sul, um no leste e outro nos países do sul. Com base nesses resultados, o grupo oriental foi proposto como uma espécie distinta chamada Leopardus emiliae.
Em 2024 foi proposta a espécie Leopardus pardinoides, agrupando as subespécies L. t. oncilla e L. t. pardinoides.

## Distribuição geográfica e Habitat
O gato-do-mato-pequeno está distribuído por uma população disjunta na Costa Rica e no Panamá, e por toda a bacia amazônica até o Brasil central. Foi registrado nas florestas nubladas da Costa Rica, no norte dos Andes em altitudes de 1 500 a 3 000 metros (4 900 a 9 800 pés) e em paisagens secas de Cerrado e Caatinga no norte do Brasil. No Panamá, foi registrado em Darién, e nos Parques Nacionais Volcán Barú. Na Colômbia, foi registrado na Cordilheira Ocidental em altitudes de 1 900 a 4 800 metros (6 200 a 15 700 pés) no Parque Nacional Natural de Los Nevados, e no departamento de Antioquia. É comum em áreas de planície, florestas tropicais e florestas decíduas. Em habitats perturbados, pode ocorrer perto de assentamentos humanos, desde que haja cobertura natural e base de presa.

## Descrição

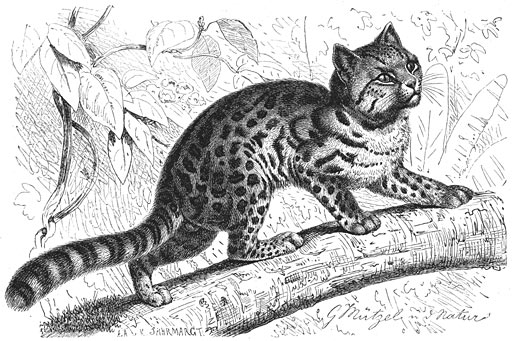
Gato-do-mato-pequeno em gravura de 1927

O gato-do-mato-pequeno se assemelha ao gato-maracajá (Leopardus wiedii) e à jaguatirica (Leopardus pardalis), mas é menor, com constituição esguia e focinho mais estreito. É um dos menores felinos selvagens da América do Sul. Cresce até 38 a 59 centímetros (15 a 23 polegadas) de comprimento, mais uma cauda de 20 a 42 centímetros (7,9 a 16,5 polegadas). Embora seja um pouco mais longo do que o gato doméstico médio, é geralmente mais leve, pesando 1,5 a 3 quilos (3,3 a 6,6 libras).
A pele é grossa e macia, variando do marrom claro ao ocre escuro, com numerosas rosetas escuras nas costas e nos flancos. A parte inferior é pálida com manchas escuras e a cauda é anelada. A parte de trás das orelhas é preta com fortes manchas brancas. As rosetas são pretas ou marrons, abertas no centro e de formato irregular. As pernas têm manchas de tamanho médio diminuindo para manchas menores perto das patas. Essa coloração o ajuda a se misturar com a luz do sol mosqueada do sub-bosque da floresta tropical. A mandíbula é encurtada, com menos dentes, mas com carniceiro e caninos bem desenvolvidos. Alguns gatos-do-mato-pequenos melanísticos foram relatados nas partes mais densamente florestadas de sua distribuição.

## Ecologia e comportamento

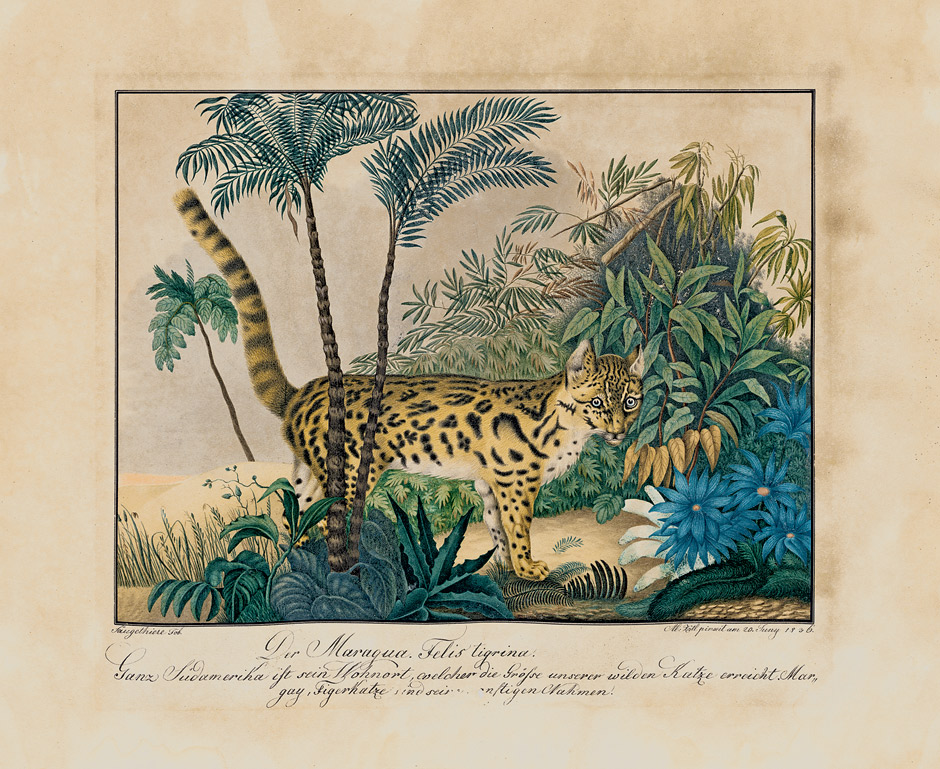
Pintura de 1836 do pintor Aloys Zötl

O gato-do-mato-pequeno é um animal principalmente terrestre, mas também é um alpinista hábil. Geralmente são notívagos, mas em áreas como a Caatinga, onde sua principal fonte de alimento consiste em lagartos diurnos, têm maior probabilidade de serem ativos durante o dia. Observou-se que jovens ronronam, enquanto adultos fazem gritos curtos e gorgolejantes quando próximos uns dos outros. Às vezes são vistos em pares durante a época de reprodução, mas são considerados altamente solitários. Na natureza, os machos podem ser extremamente agressivos em relação às fêmeas, e não é incomum que essa espécie mate animais maiores que ela. Existem evidências sugestivas de que a espécie apresente mudanças no padrão de atividades para minimizar encontros com a jaguatirica, seu predador potencial.

### Hábitos alimentares
Sua dieta é composta principalmente por mamíferos pequenos (< 100 gramas). Mamíferos de maior porte (> 700 gramas), inclusive cutias e pacas, também chegam a fazer parte da dieta. Alimenta-se ainda de aves e répteis, ovos, invertebrados e, ocasionalmente, rãs arboríferas e gramíneas. Espreita sua presa à distância e, uma vez dentro do alcance, ataca para capturar e matar. A biomassa média consumida está em torno de 150 gramas. No momento da ingestão, o alimento é cortado com os dentes carniceiros, e mastigado com os molares, sendo depois ingerido. A posição geralmente é agachada ou a região mais próxima à cabeça fica abaixada, enquanto a região posterior do corpo está levantada. Embora não haja informações concretas sobre sua real função ecológica, acredita-se que, assim como pequenos predadores terrestres, possam ajudar a controlar roedores e diversos tipos de pragas.

### Reprodução e expectativa de vida

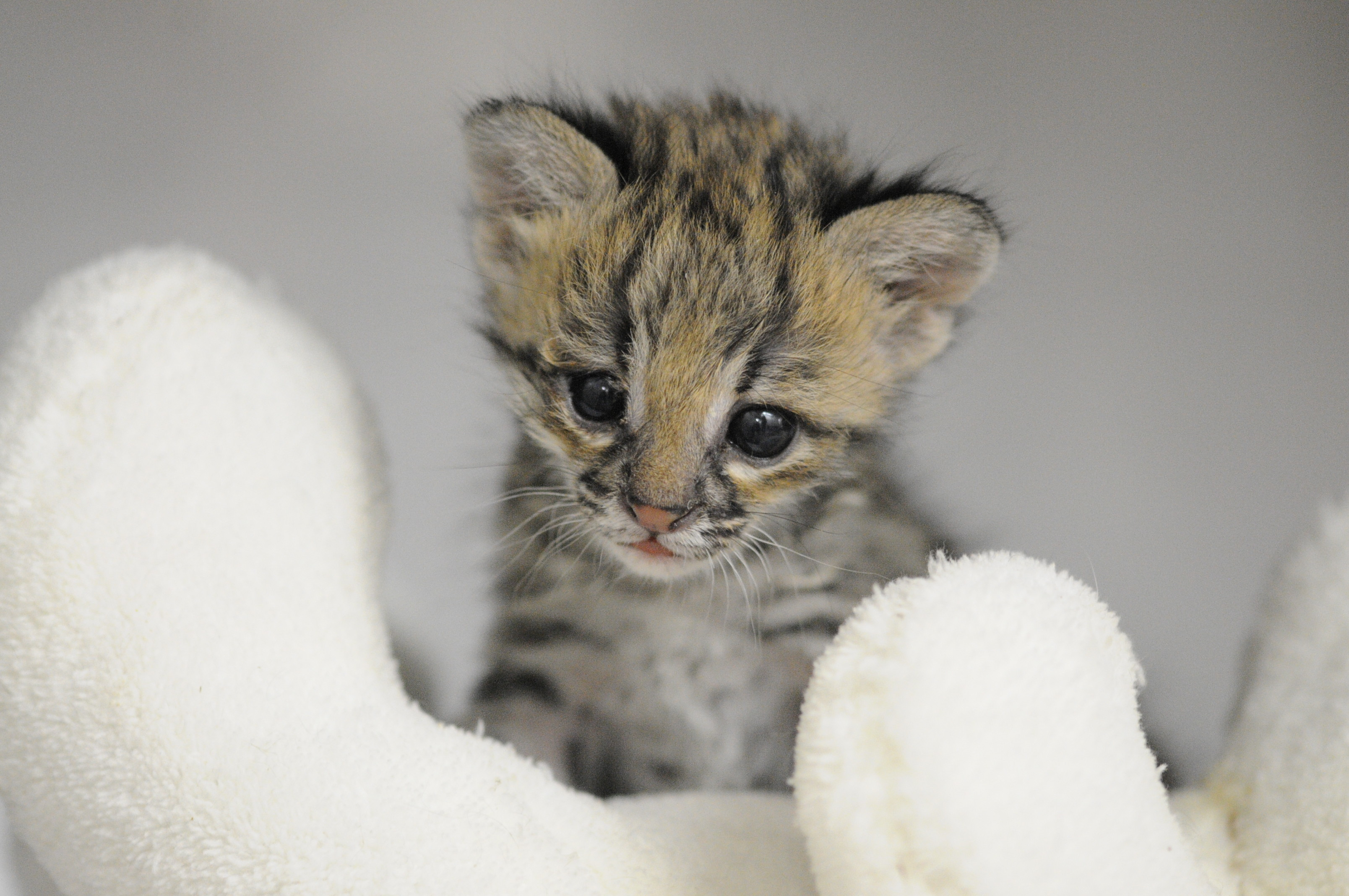
Filhote

Não há informações disponíveis sobre o sistema de acasalamento de gato-do-mato-pequeno na natureza; no entanto, indivíduos em cativeiro parecem se acasalar com o mesmo parceiro por toda a vida. Em algumas observações, notou-se que o macho se aproxima da fêmea, monta com auxílio dos membros anteriores e depois os posteriores, mordendo a nuca da fêmea. A fêmea responde ao aperto na nuca, assumindo na maioria das vezes a postura de lordose, movendo a cauda para um dos lados. Pode haver locomoção da fêmea (caminhar na posição de lordose). O macho então inicia a intromissão do pênis. Ocorre um grito da fêmea (grito copulatório) e a ejaculação. Em seguida, a fêmea expulsa o macho de cima dela com patadas, rosnadas, e perseguições.
O acasalamento ocorre no início da primavera. O estro dura de três a nove dias, com gatos mais velhos tendo ciclos mais curtos. As fêmeas dão à luz de um a três filhotes após uma gestação de 74 a 76 dias. Os olhos dos filhotes se abrem de oito a 17 dias, um período incomumente longo para um gato desse tamanho. Seus dentes surgem mais ou menos simultaneamente por volta dos 21 dias. Os neonatos têm massa entre 92 e 134 gramas. Não começam a ingerir alimentos sólidos até os 38 a 56 dias de idade, mas são totalmente desmamados aos três meses de idade. As fêmeas, geralmente, atingem a maturidade sexual após os dois anos de idade, enquanto os machos após 18 meses. Têm uma expectativa de vida de cerca de 11 anos (outras fontes colocam entre 10 e 14) na natureza, mas há registros de espécimes atingindo os 17 anos (outras fontes dizem entre 16 e 20).

## Ameaças e conservação

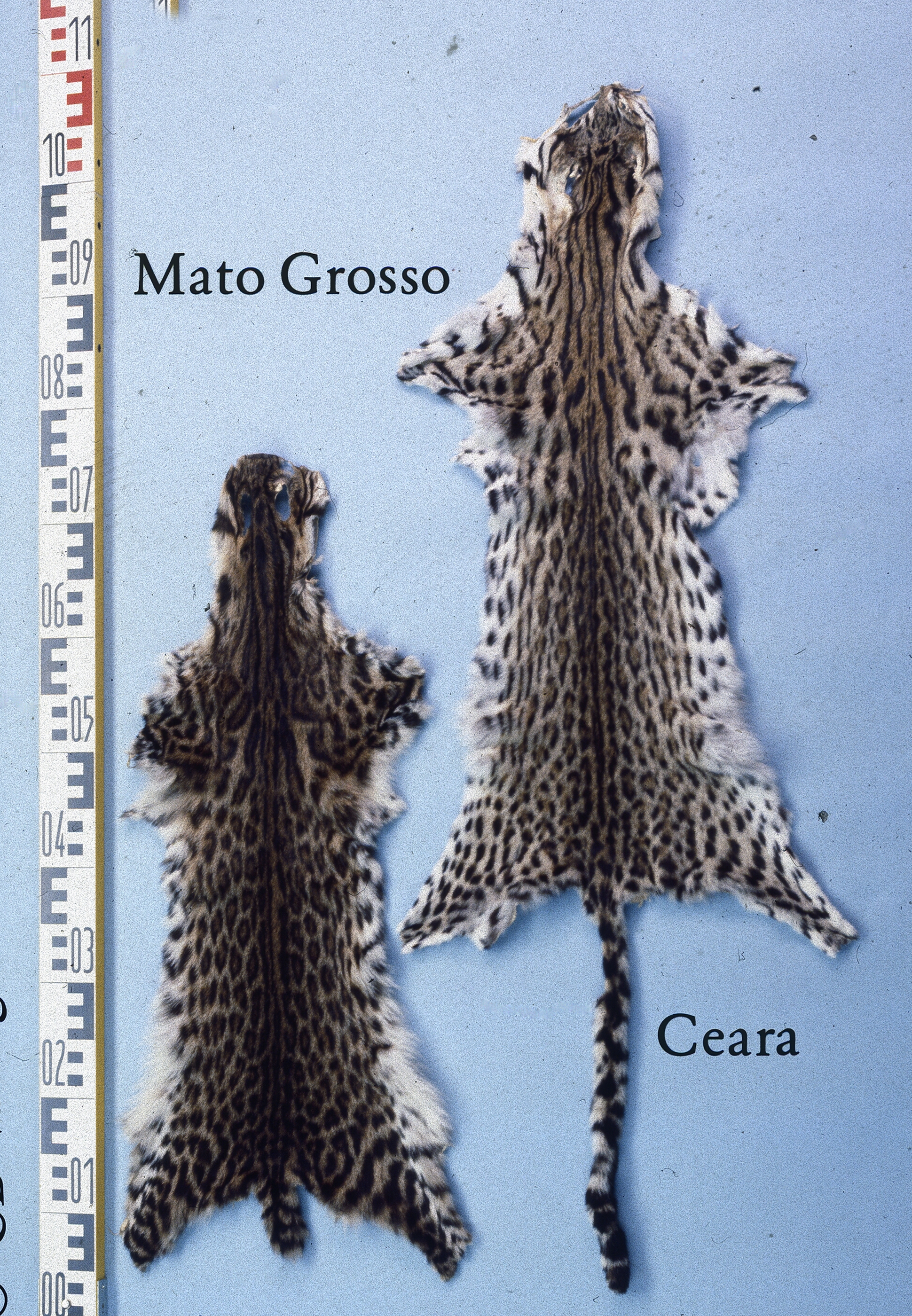
Peles oriundas do Mato Grosso e Ceará, no Brasil

Após um período de 11 anos como uma espécie "quase ameaçada" de 1996 a 2007, começaram a declinar novamente em 2008 e foram posteriormente reclassificadas como "vulneráveis". A União Internacional para a Conservação da Natureza (UICN) classificou o gato-do-mato-preto como uma espécie vulnerável. É principalmente ameaçada pelo desmatamento, fragmentação, estradas, comércio ilegal (animais de estimação e peles), matança retaliatória por avicultores, e caça furtiva. É morto por sua pele, que é altamente valorizada e muitas vezes vendidas ou transformada em roupas. Relatórios em 1972 e 1982 na América do Sul mostraram que é um dos quatro felinos selvagens mais caçados, com sua população declinando sensivelmente. A Convenção sobre o Comércio Internacional das Espécies da Fauna e da Flora Silvestres Ameaçadas de Extinção (CITES) coloca-o no Apêndice I, proibindo todo o comércio internacional de gatos-do-mato-pequenos ou produtos feitos a partir deles. A caça ainda é permitida no Equador, Guiana, Nicarágua e Peru.
Outro fator que contribui para sua mortalidade é a expansão humana, ocupando o que antes era um terreno aberto para gatos selvagens. As plantações de café são mais frequentemente estabelecidas em habitats de floresta nublada, causando a redução de habitats preferidos. A hibridização com o gato-do-mato-grande (Leopardus geoffroyi) foi encontrada na parte mais ao sul de sua distribuição; hibridização com o gato-dos-pampas (Leopardus colocola) também foi encontrada no Brasil central. Essa hibridização pode ser um processo natural, e a extensão disso como uma ameaça é desconhecida.
Os programas de gerenciamento in situ estão cada vez mais sendo enfatizados. Existe um criadouro no Brasil para vários pequenos felinos nativos, onde suas condições naturais e alimentação nativa estimulam a reprodução semelhante à da natureza. Existem alguns gatos-do-mato-pequenos em cativeiro na América do Norte e alguns em zoológicos da Europa e América do Sul. No entanto, em cativeiro, tende a ter uma alta taxa de mortalidade infantil. Algumas unidades de conservação como o Parque Nacional Nascentes no rio Parnaíba, Parque Estadual do Jalapão e a Estação Ecológica Serra Geral do Tocantins são as únicas com tamanho suficiente para manter uma população viável, em caso de isolamento.
No Brasil, o gato-do-mato-pequeno consta em várias listas de conservação regionais: em 2005, foi classificado como vulnerável (VU) na Lista de Espécies da Fauna Ameaçadas do Espírito Santo; em 2010, como vulnerável (VU) no Livro Vermelho da Fauna Ameaçada no Estado do Paraná e na Lista de Espécies Ameaçadas de Extinção da Fauna do Estado de Minas Gerais; em 2014, sob a rubrica de "dados insuficientes" (DD) na Lista das Espécies da Fauna Ameaçadas de Extinção no Rio Grande do Sul e em perigo (EN) no Livro Vermelho da Fauna Ameaçada de Extinção no Estado de São Paulo; em 2014 e 2018, respectivamente, como em perigo (EN) no Livro Vermelho da Fauna Brasileira Ameaçada de Extinção e na Lista Vermelha do Livro Vermelho da Fauna Brasileira Ameaçada de Extinção; em 2017, como vulnerável (VU) na Lista Oficial das Espécies da Fauna Ameaçadas de Extinção do Estado da Bahia; e em 2022, como vulnerável (VU)) na Lista Vermelha de Espécies Ameaçadas da Fauna do Ceará.